# Carajía
Carajia (ou Karajía),  foi um sítio arqueológico do Peru, onde foram descobertos uma série de Sarcófagos da Cultura Chachapoya com até 2,50 m de altura e que apresentavam formas humanas. Foram encontrados na ravina Caragía no distrito de Luya na Região do Amazonas, Peru ) em 1985 pelo arqueólogo peruano Federico Kauffmann Doig e são conhecidas na região como Antigos Sábios.

## Primeiros Indícios
Era costume dos chachapoyas usarem sarcófagos para enterrar seus líderes mortos, em ataúdes cuja forma seguia o contorno da forma humana. Este costume  foi mencionado no jornal Mercurio Peruano em uma de suas edições em 1791. Esta matéria chamou a atenção de Louis Langlois que iniciou um trabalho no local em 1939 e posteriormente foi complementado pelos arqueólogos Henry e Paule Reichlen em 1950. Depois deles, o sítio teve pouca atenção dos estudiosos. Somente em 1985 foi organizada uma nova expedição comandada por Federico Kauffmann Doig, que localizou o sítio arqueológico de Carajía, com um grupo de sarcófagos intacto.

## Descrição
Os Sarcófagos de Carajía são únicos em seu gênero pelo seu tamanho colossal, atingindo até 2,50 metros de altura e sua cuidadosa conservação. O fato de que foram colocadas no topo de uma ravina inacessível, permitiram que se mantivessem a salvo de depredadores.
Graças ao o apoio prestado pelos membros do Clube Andino Peruano, os arqueólogos foram capazes de escalar as paredes rochosas verticais e ter acesso a gruta, onde estavam alojados os sarcófagos, a uma altura de 200 metros do fundo do vale. Carajía-1 consistia de sete sarcófagos. O terceiro provavelmente desabou durante o terremoto de 1928, desaparecendo no abismo.
Como os sarcófagos estavam unidos lateralmente, o que caiu acabou colapsando os que estavam nos lados adjacentes. Isto permitiu reconhecer em detalhes o conteúdo destes caixões e inferir o conteúdo dos remanescentes, que assim não precisaram ser violados permanecendo intactos. No interior do sarcófago aberto se encontrou uma múmia, sentada em uma pele e envolta em mortalhas. Objetos de cerâmica e oferendas variadas acompanhavam o defunto. A datação por radiocarbono obtida analisando os restos orgânicos, remonta a 1460 d.C. Roedores e aves de rapina tinham destruído parcialmente a múmia. Já o outro sarcófago estava vazio, a múmia e suas oferendas já não estavam lá.
Os sarcófagos eram feitos de argila misturada com pequenos ramos e pedras, aplicada sobre uma estrutura de hastes ou ramos. Apenas a cabeça e parte do peito eram compactos. O corpo e a cabeça eram decorados com tinta vermelha aplicada sobre uma base branca.
Considera-se que esses sarcófagos sejam evocações de uma forma típica de funeral tanto da costa como da cordilheira utilizada pela Cultura de Huari (500 - 1200). De fato nos dois casos este formato antropomorfo só ocorreria nos contornos do corpo sem se evidenciar nas extremidades. A cabeça dos sarcófagos recebeu um tratamento escultural, e a face é uma cópia feita em argila das máscaras funerárias originalmente feitas de tábuas em forma de crescente para representar a mandíbula.

## Semelhanças culturais
Os Sarcófagos de Carajía mantém semelhanças com outras culturas da região, os rostos dos monólitos nos remetem a Cultura Huaylas (também conhecida como Recuay ou Santa), aos cuchimilcos  (pequenas estatuas da Cultura Chancay) e ainda aos tumis de Lambayeque , todos representados com uma mandíbula proeminente e superdimensionada.
Vários outros grupos de sarcófagos, como os de Tingorbamba e Chipuric estão presentes na região, e foram documentadas na Expedição Antisuyo em 1985 dirigidas por Federico Kauffmannn Doig e Gian Carlo Ligabue.